# Neanura hawaiiensis
Neanura hawaiiensis är en urinsektsart som först beskrevs av Bellinger och Christainsen 1974.  Neanura hawaiiensis ingår i släktet Neanura och familjen Neanuridae. Inga underarter finns listade i Catalogue of Life.